# José Hugo Celidônio
José Hugo Celidônio OMC (São Paulo, 1932 — Rio de Janeiro, 3 de setembro de 2018) foi um dos chefes mais importantes da gastronomia brasileira. Ganhou notoriedade por adaptar técnicas de pratos de tradições italiana e francesa com temperos brasileiros. Morreu aos 86 anos de idade.

## Biografia
Morou em Paris na década de 1950, e é tido como o responsável por introduzir o carpaccio em restaurantes do Rio.
Celidônio foi um ícone no Rio de Janeiro nos anos 1980 com o Clube Gourmet num casarão em frente ao cemitério São João Batista e ao lado de um hospital, ponto improvável, mas sempre estava lotado.
Morreu em 3 de setembro de 2018, após sofrer um mal súbito enquanto jantava em uma pizzaria do Rio.